# Mesilato

Formula di struttura dell'anione mesilato

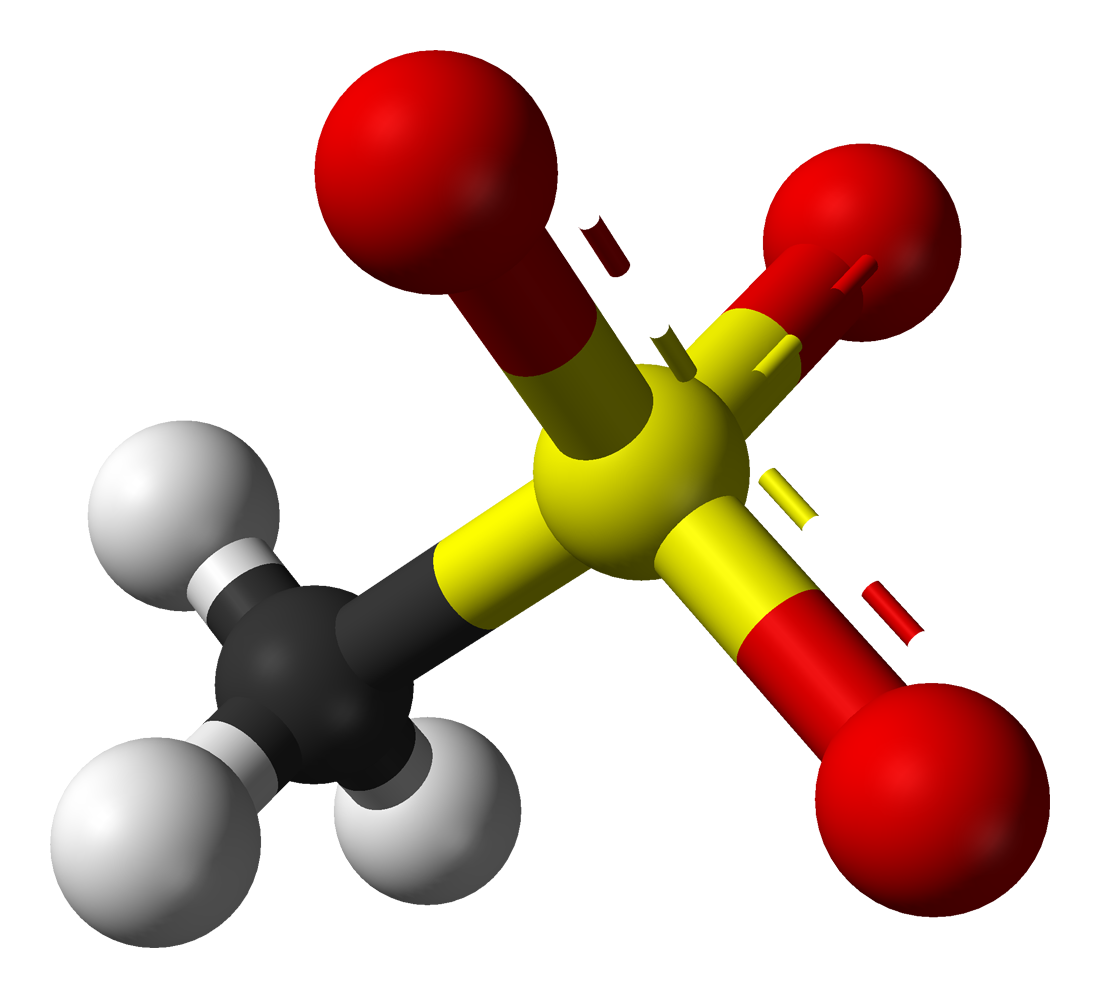
Modello ball-and-stick dell'anione mesilato

Il gruppo mesilato è l'anione derivante dall'acido metansolfonico: CH3SO3−, e di solito è abbreviato con Ms.  Il mesilato è un ottimo gruppo uscente nelle reazioni di sostituzione nucleofila, come gli alogenuri ed i tosilati, ed è quindi un gruppo funzionale strategico nella pianificazione di una sintesi di un composto organico. Trasformando infatti un ossidrile in un mesilato, si effettua un umpolung, ovvero un ribaltamento della reattività trasformando un gruppo potenzialmente nucleofilo in un ottimo gruppo uscente.
Il gruppo funzionale tal quale si chiama mesile o metilsolfonile.

## Preparazione
I mesilati si ottengono generalmente per trattamento di un gruppo ossidrilico con metansolfonil cloruro, in presenza di una base come la trietilammina per neutralizzare la produzione di HCl che si forma dalla reazione di sostituzione sullo zolfo:
dove il simbolo R rappresenta una qualsiasi catena alchilica. In alternativa al cloruro si può utilizzare l'anidride metansolfonica.